# Михалко Степанич (младший)
Михалко Степанич (ум. 1256 г.) — новгородский посадник в 1255—1256 гг.

## Посадничество
В 1255 г. восстал новгородский люд с частью боярства (сторонники князя Ярослава Ярославовича) против князя Александра Невского, которых поддержал и тогдашний Новгородский посадник Онанья Феофилатович. На стороне князя выступил Михалко Степанич. В том же году Михалко был назначен на посадничество. Однако в 1256 г. снова произошло восстание против Александра Невского, во время которого был убит посадник Михалко Степанич.

## Семья
1. Михалко Степанич
  1. Твердислав Михалкович
    1. Степан Твердиславич
      1. Михалко Степанич

  2. Фёдор Михалкович